# Arlindo de Andrade Gomes
Arlindo de Andrade Gomes (Timbaúba, 16 de abril de 1884 — São Paulo, 20 de agosto de 1975) foi um jurista, jornalista e político brasileiro, primeiro juiz da comarca de Campo Grande e prefeito da mesma cidade.

## A vinda para o Oeste
Filho de aristocratas pernambucanos, desde cedo Arlindo de Andrade se interessou pelos estudos. Ainda jovem, foi para o Recife fazer os preparatórios para ingressar na Faculdade de Direito. Junto a isso, gostava muito de expor as suas ideias, por isso logo arranjou um emprego no Diário de Pernambuco, onde chegou a ser comentarista político.
Arlindo de Andrade também era um apaixonado pela natureza, que tanto o encantou durante a sua ida para o Centro-Oeste. Foram essas ideias e o espírito aventureiro que o trouxeram, jovem diplomado, para o Mato Grosso. O estado, em desenvolvimento fascinou o advogado, que levou um mês para chegar a Cuiabá. Sua viagem começou no Rio de Janeiro, onde embarcou para Montevidéu, para ir até Corumbá, de onde iria até Cuiabá. A flora e a fauna do Pantanal o encantaram. Chegou em Cuiabá em abril de 1908, com pouco dinheiro, por isso logo tratou de arranjar um emprego, até receber do governo federal, então instalado no Rio de Janeiro, uma prometida vaga de fiscal da Delegacia do Tesouro Federal do Estado de Mato Grosso.

## No Mato Grosso Do Sul
Enquanto esperava, conseguiu uma nomeação junto ao secretário de Instrução Pública para servir na banca examinadora de concurso para provimento efetivo da primeira escola complementar para mulheres do 1º distrito da capital. Entretanto, foi como professor de Botânica no Liceu Cuiabano que Arlindo de Andrade começou a se destacar na capital mato-grossense. Por fim, acabou nomeado para a fiscalização, mas, não sendo o que o jovem advogado esperava, aceitou, em 1910, o cargo de juiz de Direito da Comarca de Nioaque, no sul do estado.

## Juiz de Direito
Na época, no sul do Estado, Nioaque era, junto com Corumbá, a mais importantes cidade da época. Naqueles dias, existiam somente três comarcas onde hoje é o Mato Grosso do Sul, Corumbá, Miranda e Paranaíba, sendo que Nioaque era termo da comarca de Miranda. Campo Grande, então, era parte do termo de Nioaque. Em 1911, após grande pressão política, o então governador de Mato Grosso, Pedro Celestino Correia da Costa, transforma Campo Grande na quarta comarca do futuro estado. Tendo Arlindo de Andrade mostrado vontade em se transferir, Pedro Celestino o nomeia como o primeiro juiz de Direito de Campo Grande.
Naquela época, a cidade vivia um período de alta criminalidade, sem policiamento e onde as pessoas resolviam seus impasses a bala. Foi nesse cenário que chega o jovem juiz, de apenas 27 anos. Entretanto, uma desavença com o então chefe de polícia o fez, no ano de 1912, renunciar ao cargo, mas sem se retirar da cidade.

### O advogado
Tendo se resignado do cargo de juiz, Arlindo de Andrade passa a exercer a advocacia, em uma área no qual foi pioneiro no Estado: a divisão de terras. Como as áreas de Mato Grosso, na época, eram vastas e devolutas, havia a necessidade de medição e de escrituração daquelas terras.

### O jornalista
Tendo sentido a carência de um jornal local, Arlindo de Andrade passou a nutrir o sonho de fazer um jornal em Campo Grande, cuja linha editorial deveria atender às reivindicações da cidade. Com a experiência adquirida nos tempos do Diário de Pernambuco, cria, em 1913, O Estado de Mato Grosso, a primeira publicação semanal da cidade e segunda da região meridional. Mas já em 1915, decide, junto com seus sócios, decide se desfazer do Jornal.

### A política
Quando Campo Grande foi elevada a categoria de cidade, em 1919, fervilhava a cena política. A cidade crescia, já possuía dois jornais, cinema e cervejaria. Quando houve a convenção para a escolha do candidato à presidência do Brasil, Arlindo de Andrade monta novo jornal, para apoiar o candidato Rui Barbosa, que seria derrotado por Epitácio Pessoa. Apesar da derrota de Rui Barbosa, o fato deu grande projeção política a Arlindo de Andrade.

## A Intendência
Então, no ano de 1920, Arlindo de Andrade é feito Intendente (hoje equivalente ao cargo de prefeito), tomando posse no dia 1 de janeiro de 1921. Nessa época, adquiriu terrenos e doou-os à União, para a construção de quartéis na cidade, que na época recebia a Circunscrição Militar, embrião do que é hoje o Comando Militar do Oeste. Também construiu o Grupo Escolar e a Cadeia Pública, combatendo dois fortes problemas da cidade, educação e segurança. Seu mandato acabaria em 31 de dezembro de 1923, tendo Arlindo de Andrade colaborado nos mais diversos setores do desenvolvimento de Campo Grande.

## O final da carreira política
Em 1930, Arlindo de Andrade inscreve-se na Aliança Liberal. Com a deposição de Washington Luís e a ascensão de Getúlio Vargas, foram nomeados interventores nos Estados. Em Mato Grosso, foi nomeado Antonino Mena Gonçalves, homem de pouco planejamento. Como os gastos não eram programados, o Orçamento do Estado passou a ter sérios problemas. Assim, Arlindo de Andrade é chamado pelo Governo Provisório para relatar tal problema. Na volta, ele e mais Eduardo Olímpio Machado foram presos em Cuiabá. Quando a notícia correu por Campo Grande, logo se articularam vários grupos armados para resgatá-los. Avisado por telegrama da tensa situação, o interventor ordena a libertação de ambos, que se tornam heróis.
Depois desse ocorrido, Arlindo de Andrade reduz sua atuação política. Em 1934, escreveu o livro "Erros da Federação", sobre aquele conturbado período. Com a morte de um de seus filhos, fica ainda mais desanimado com a vida pública, e decide se mudar para Campinas. Falece em São Paulo, vítima de falência do miocárdio.
Arlindo de Andrade é o patrono da cadeira de número 21 da Academia Sul-Matogrossense de Letras.